# Сисоєвка (Богородський район)
Сисоєвка (рос. Сысоевка) — присілок в Богородському районі Нижньогородської області Російської Федерації.
Населення становить 193 особи. Входить до складу муніципального утворення Дуденевська сільрада.

## Історія
Від 2004 року входить до складу муніципального утворення Дуденевська сільрада.

## Населення
| 1999 | 2002 | 2010 |
| ---- | ---- | ---- |
| 181  | ↗197 | ↘193 |